# Yolande Villemaire
Pour les articles homonymes, voir Villemaire.
Œuvres principales
- La Vie en prose (1980)
- La Constellation du Cygne (1985)
- La Lune indienne (1994)
- Le Dieu dansant (1995)
- D'ambre et d'ombre (2000)

Yolande Villemaire est une romancière et poète québécoise née à Saint-Augustin-de-Mirabel le 28 août 1949.

## Biographie
Née le 28 août 1949 à Saint-Augustin-de-Mirabel, Yolande Villemaire olle obtient un baccalauréat en théâtre et une maîtrise en lettres de l'Université du Québec à Montréal. Elle enseigne ensuite la littérature au Cégep André-Laurendeau de 1974 à la fin des années 2010.
Elle publie des recueils de poésie et des romans depuis 1974. La Vie en prose (1980), son deuxième roman, est un succès critique et public et remporte le Prix des Jeunes écrivains du Journal de Montréal. En 1985, elle est lauréate du Prix Roman du Journal de Montréal pour La Constellation du Cygne. Elle est bénéficiaire, la même année, du studio du Québec à New York et s'y produit devant public afin de livrer le fruit de son travail en résidence.
En parallèle, elle exerce aussi le métier de chroniqueuse et critique littéraire dès 1976 d’abord pour la revue Jeu, puis pour les revues Liberté, Lettres québécoises, Nuit blanche et Entre les lignes.
Très inspirée par le mystérieux et l’ésotérique,, elle fonde La spirale d'écrivantes Rose Sélavy de même que le réseau international de télépathie Ombre jaune,.
De 1989 à 1991, elle vit dans un ashram au Maharashtra, en Inde. Là, elle écrit Le Dieu dansant, roman qui lui vaut le prix Edgar-Lespérance en 1995.
Elle dirige la collection « Hiéroglyphe » chez XYZ éditeur depuis 1999. La même année, elle est invitée d’honneur au Salon du livre de Montréal.
En 2008, elle reçoit à Mexico le Prix de poésie Gatien-Lapointe - Jaime-Sabines pour l'ensemble de son œuvre.
Le fonds d'archives de Yolande Villemaire est conservé au centre d'archives de Montréal de la Bibliothèque et Archives nationales du Québec.

## Œuvres

### Poésie
- Machine-t-elle, Montréal, Les Herbes rouges, 1974, 28 p. (ISBN 978-2-89272-923-8)
- Que du stage blood, Montréal, Éditions Cul-Q, 1977, 44 p.
- Terre de mue, Montréal, Éditions Cul-Q, 1978, 48 p.
- Du côté hiéroglyphe de ce qu’on appelle le réel, Montréal, Les Herbes rouges, 1982, 76 p.
- Adrénaline, Montréal, Le Noroît, 1982, 172 p. (ISBN 2-8901-8064-6)
- Les Coïncidences terrestres, Montréal, La Pleine Lune, 1983, 33 p. (ISBN 2-8902-4028-2)
- Quartz et mica, Trois-Rivières, Les Écrits des Forges, 1985, 54 p. (ISBN 2-8904-6080-0)
  - Quartz et mica, Montreuil, Le Castor Astral, 1985, 54 p.
- La Lune indienne, Trois-Rivières, Les Écrits des Forges, 1994, 147 p. (ISBN 2-89046-334-6)
- Les Murs de brouillard, Trois-Rivières, Les Écrits des Forges, 1997, 51 p. (ISBN 2-89046-430-X)
- Céleste Tristesse, Montréal, L'Hexagone, 1997, 128 p. (ISBN 2-89046-994-8)
- D’ambre et d’ombre, Trois-Rivières, Les Écrits des Forges, 2000, 234 p. (ISBN 2-89046-567-5)
- L’Armoure, Trois-Rivières, Les Écrits des Forges, 2009, 8 p. (ISBN 978-2-89645-099-2)
- Micropoésie, Trios-Rivières, Les Écrits des Forges, 2011, 75 p. (ISBN 978-2-89645-186-9)
- (en) Silence is a Healing Cave, Victoria, B.C., Ekstasis Editions, 2013, 102 p. (ISBN 9781771710060)
- Le carnet rose, Trois-Rivières, Les Écrits des Forges, 2022, 79 p.  (ISBN 978-2-89645-434-1)

### Romans
- Meurtres à blanc, Saint-Jean-sur-Richelieu, Guérin, 1974, 126 p. (ISBN 2892950090)
  - Meurtres à blanc, Montréal, Les Herbes rouges, 1986, 124 p. (ISBN 9782892950090)
- La Vie en prose, Montréal, Les Herbes rouges, 1980, 261 p. (ISBN 2920051067)
  - La Vie en prose, Montréal, Typo, 1986 (ISBN 9782920051065)
- Ange Amazone, Montréal, Les Herbes rouges, 1984, 261 p. (ISBN 2892950015 et 9782892950014)
- La Constellation du Cygne, Lachine, La Pleine Lune, 1985, 179 p. (ISBN 2890240371)
  - La Constellation du Cygne, Montréal, Typo, 1996 (ISBN 9782890240377)
- Vava, Montréal, L’Hexagone, 1989, 707 p. (ISBN 2890063283 et 9782890063280)
- Le Dieu dansant, Montréal, L'Hexagone, 1995, 228 p. (ISBN 2890065340 et 9782890065345)
- Des petits fruits rouges, Montréal, XYZ éditeur, coll. « Hiéroglyphe », 2001, 259 p. (ISBN 2892613205 et 9782892613209)
- La Déferlante d'Amsterdam, Montréal, XYZ éditeur, 2003, 91 p. (ISBN 2892613590 et 9782892613599)
  - La Déferlante d'Amsterdam, Montreuil, Le Castor Astral, 2003, 112 p. (ISBN 2859205144 et 9782859205140)
- Poètes et Centaures, Montréal, XYZ éditeur, 2005, 151 p. (ISBN 2892614228 et 9782892614220)
- India, India, Montréal, XYZ éditeur, 2007, 277 p. (ISBN 9782892614855 et 2892614856)
- Le rose des temps, Montréal, Druide, 2017, 496 p. (ISBN 978-2-89711-356-8)

### Recueil de pièces radiophoniques
- Belles de nuit - pièces radiophoniques, Montréal, Les Herbes rouges, 1983 (Inclut Les Égouts de New York ; Un jour de printemps l'hiver ; Belles de nuit).

### Ouvrages collectifs
- Yolande Villemaire et al., Dix nouvelles humoristiqes par dix auteurs québécois, Montréal, Éditions Quinze, 1984
- Yolande Villmaire et al., Enfances et Jeunesse, Montréal, Les entreprises Radio-Canada, 1988

### Autres textes
- « La rose des temps s’ouvre, matérielle », Études françaises, vol. 37, no 1,‎ 2001, p. 85-87 (lire en ligne)

## Prix et honneurs
- 1980 : lauréate du Prix des Jeunes écrivains du Journal de Montréal, pour La Vie en prose[15],[16]
- 1980 : lauréate du Prix du Concours des œuvres radiophoniques de Radio-Canada, pour Belles de nuit [17]
- 1985 : lauréate du Prix Roman du Journal de Montréal, pour La Constellation du cygne [17]
- 1995 : lauréate du Prix Edgar-Lespérance pour Le Dieu dansant[17]
- 1997 : Invitée d'honneur au Salon du Livre de Montréal[18]
- 1998 : lauréate de la Bourse Yves-Thériault de Radio-Canada pour le synopsis du texte dramatique La Femme de sel[17]
- 1998 : lauréate du Concours de nouvelles de Radio-Canada[19]
- 2001 : lauréate du second Prix littéraires Radio-Canada de poésie, pour L'Armoure[20],[21]
- 2008 : lauréate du Prix de poésie Gatien-Lapointe - Jaime-Sabines[13]
- 2009 : lauréate de la Bourse de carrière du Conseil des Arts et des Lettres du Québec [22]
- 2009 : Invitée d'honneur au Marché de la poésie de Montréal[23]